# Спеціалізовані установи ООН
Спеціалізовані установи ООН — самостійні міжнародні організації, які співпрацюють з Організацією Об'єднаних Націй на основі спеціальних угод з Економічною і Соціальною Радою ООН.
Цілі спеціалізованих установ сформульовані в ст. 55 Статуту ООН: 
- сприяти підвищенню рівня життя, повній зайнятості населення і умовам економічного та соціального прогресу й розвитку;
- сприяти розв'язанню міжнародних проблем у галузі економічній, соціальній, охорони здоров'я тощо; міжнародному співробітництву у сфері культури і освіти;
- сприяти повазі й дотриманню прав людини і основних свобод для всіх, незалежно від раси, статі, мови й релігії.